# Liste des codes IATA des aéroports/C
Liste des codes IATA des aéroports internationaux.
Le code de deux lettres qui suit la ville est la subdivision du pays (région, État…) selon la norme ISO 3166-2.
- A
- B
- C
- D
- E
- F
- G
- H
- I
- J
- K
- L
- M
- N
- O
- P
- Q
- R
- S
- T
- U
- V
- W
- X
- Y
- Z

- Haut – CA
- CB
- CC
- CD
- CE
- CF
- CG
- CH
- CI
- CJ
- CK
- CL
- CM
- CN
- CO
- CP
- CQ
- CR
- CS
- CT
- CU
- CV
- CW
- CX
- CY
- CZ

## CA
- CAA – Catacamas, Département d'Olancho, Honduras
- CAB – Aéroport de Cabinda, Angola
- CAC – Aéroport de Cascavel, Parana, Brésil
- CAD – Aéroport du comté de Wexford, Cadillac, Michigan, États-Unis
- CAE – Columbia Metropolitan Airport, Caroline du Sud, États-Unis
- CAF – Carauari, Amazonas, Brésil
- CAG – Aéroport de Cagliari-Elmas, Sardaigne, Italie
- CAH – Aéroport de Cà Mau, Viêt Nam
- CAI – Aéroport international du Caire, Égypte
- CAJ – Aérodrome de Canaima, Venezuela
- CAK – Aéroport régional d'Akron-Canton, Ohio, États-Unis
- CAL – Aérodrome de Campbeltown, Royaume-Uni
- CAM – Aérodrome de Camiri, Bolivie
- CAN – Aéroport international de Canton-Baiyun, Guangzhou (Canton), Chine
- CAO – Clayton Municipal Airpark, Clayton, Nouveau-Mexique, États-Unis
- CAP – Aéroport international de Cap-Haïtien, Haïti
- CAQ – Caucasia, Colombie
- CAR – Aéroport municipal de Caribou, Maine, États-Unis
- CAS – Aéroport de Casablanca-Anfa, Maroc
- CAT – Île Cat, Bahamas
- CAU – Caruaru, PE, Brésil
- CAV – Cazombo, Angola
- CAW – Campos, Rio de Janeiro, Brésil
- CAX – Carlisle, Angleterre, Royaume-Uni
- CAY – Aéroport international Félix-Éboué, Cayenne, Guyane française
- CAZ – Cobar, Nouvelle-Galles du Sud, Australie

## CB
- CBA – Corner Bay, Alaska, États-Unis
- CBB – Aéroport international Jorge Wilstermann, Cochabamba, Bolivie
- CBC – Cherrabun, Australie-Occidentale, Australie
- CBD – Car Nicobar, Inde
- CBE – Aéroport de Cumberland, Maryland, États-Unis
- CBF – Council Bluffs Municipal Airport, IA, États-Unis
- CBG – Aéroport de Cambridge, Angleterre, Royaume-Uni
- CBH – Aéroport de Béchar - Boudghene Ben Ali Lotfi, Algérie
- CBJ – Aérodrome de Cabo Rojo, République dominicaine
- CBK – Colby (Shaltz Field), KS, États-Unis
- CBL – Aéroport Tomás de Heres, Ciudad Bolívar, Venezuela
- CBM – Columbus Air Force Base, MS, États-Unis
- CBN – Cirebon, Indonésie
- CBO – Cotabato, Philippines
- CBP – Coimbra, Portugal
- CBQ – Calabar, Nigeria
- CBR – Aéroport de Canberra, Territoire de la capitale australienne, Australie
- CBS – Cabimas, Venezuela
- CBT – Aéroport de Catumbela, Angola
- CBU – Cottbus, Allemagne
- CBV – Cobán, Guatemala
- CBW – Campo Mourão, Brésil
- CBX – Condobolin, Nouvelle-Galles du Sud, Australie
- CBY – Canobie, Queensland, Australie
- CBZ – Cabin Creek, Alaska, États-Unis

## CC
- CCA – Aéroport de Chimoré, Bolivie
- CCB – Upland (Cable Airport), Californie, États-Unis
- CCC – Aéroport de Jardines del Rey, Cayo Coco, Cuba
- CCD – Century City Heliport, Los Angeles, Californie, États-Unis
- CCE – Aéroport international de la nouvelle capitale administrative égyptienne, Égypte
- CCF – Aéroport de Carcassonne-Salvaza, France
- CCG – Aéroport du Comté de Crane, Texas, États-Unis
- CCH – Chile Chico, Chili
- CCI – Concordia, Santa Catarina, Brésil
- CCJ – Aéroport international de Calicut, Inde
- CCK – Aéroport des îles Cocos, Australie
- CCL – Chinchilla, Australie
- CCM – Aéroport Diomício Freitas, Criciuma, Santa Catalina, Brésil
- CCN – Aérodrome de Chaghcharan, Afghanistan
- CCO – Carimagua, Colombie
- CCP – Aéroport international Carriel Sur, Concepción, Chili
- CCQ – Cachoeira, Bahia, Brésil
- CCR – Buchanan Field, Concord en Californie, États-Unis
- CCS – Aéroport international Maiquetía - Simón Bolívar, Caracas, Venezuela
- CCT – Colonia Catriel, Argentine
- CCU – Aéroport international Netaji-Subhash-Chandra-Bose, Dum Dum près de Calcutta, Inde
- CCV – Craig Cove, Vanuatu
- CCW – Cowell, Australie-Méridionale, Australie
- CCX – Cáceres (Mato Grosso), Brésil
- CCY – Aéroport municipal de Charles City, Iowa, États-Unis
- CCZ – Chub Cay, Berry, Bahamas

## CD
- CDA – Cooinda, Territoire du Nord, Australie
- CDB – Aéroport de Cold Bay, Alaska, États-Unis
- CDC – Aéroport municipal de Cedar City, Utah, États-Unis
- CDD – Cauquira, Honduras
- CDE – Chengde, Chine
- CDF – Aéroport de Cortina d'Ampezzo, Italie
- CDG – Aéroport de Paris-Charles-de-Gaulle, Paris, France
- CDH – Harrell Field, Camden, Arkansas, États-Unis
- CDI – Cachoeiro de Itapemirim, Brésil
- CDJ – Conceição, Paraíba, Brésil,
- CDK – Cedar Key (George T. Lewis Airport), Floride, États-Unis
- CDL – Candle 2 Airport, Alaska, États-Unis
- CDN – Aéroport de Camden (Woodward Field), Caroline du Sud, États-Unis
- CDO – Cradock, Afrique du Sud
- CDP – Cuddapah, Inde
- CDQ – Croydon (Queensland), Australie
- CDR – Aéroport municipal de Chadron, Nebraska, États-Unis
- CDS – Aéroport municipal de Childress, Texas, États-Unis
- CDT – Aéroport Castellón-Costa Azahar, Espagne
- CDU – Camden (Nouvelle-Galles du Sud), Australie
- CDV – Cordova (Alaska), États-Unis
- CDW – Aéroport du comté d'Essex, Caldwell, New Jersey, États-Unis
- CDY – Cagayan de Sulu, Philippines

## CE
- CEA – Cessna Aircraft Field, Wichita, Kansas, États-Unis
- CEB – Aéroport international de Mactan-Cebu, Philippines
- CEC – Crescent City (Californie), États-Unis
- CED – Ceduna, Australie-Méridionale, Australie
- CEE – Tcherepovets, Russie
- CEF – Westover Air Force Base, Springfield/Chicopee, Massachusetts, États-Unis
- CEG – Aéroport d'Hawarden, desservant aussi Chester en Angleterre, Royaume-Uni
- CEH – Chelinda, Malawi
- CEI – Aéroport international de Chiang Rai, Thaïlande
- CEJ – Aéroport de Tchernihiv (Chernigov), Ukraine
- CEK – Aéroport de Tcheliabinsk, Russie
- CEL – Canela, Brésil
- CEM – Central (Alaska), États-Unis
- CEN – Aéroport international de Ciudad Obregón, Mexique
- CEO – Aérodrome de Waku-Kungo, Angola
- CEP – Concepción, Bolivie
- CEQ – Aéroport de Cannes - Mandelieu, France
- CER – aéroport de Cherbourg - Maupertus, France
- CES – Cessnock, Nouvelle-Galles du Sud, Australie
- CET – Aérodrome de Cholet - Le Pontreau, Cholet, France
- CEU – Aéroport de Clemson-Comté d'Oconee, Caroline du Sud, États-Unis
- CEV – Connersville (Mettel Field), Indiana, États-Unis
- CEW – Crestview (Bob Sikes Airport), Floride, États-Unis
- CEX – Chena Hot Springs, Alaska, États-Unis
- CEY – Murray-Calloway County Airport, Kentucky, États-Unis
- CEZ – Aéroport de Cortez - Comté de Montezuma, Colorado, États-Unis

## CF
- CFA – Coffee Point, Alaska, États-Unis
- CFB – Cabo Frio, Brésil
- CFC – Caçador, Brésil
- CFD – Bryan (Coulter Field), Texas, États-Unis
- CFE – Aéroport de Clermont-Ferrand-Auvergne, France
- CFG – Cienfuegos, Cuba
- CFH – Clifton Hills, Australie-Méridionale, Australie
- CFI – Camfield, Territoire du Nord, Australie
- CFJ – Aéroport municipal de Crawfordsville, Indiana, États-Unis
- CFK – Aéroport de Chlef, Algérie
- CFM – Conklin, Alberta, Canada
- CFN – Aéroport du Donégal, Irlande
- CFO – Aéroport de Confresa, Brésil
- CFP – Carpentaria Downs, Queensland, Australie
- CFQ – Creston, Colombie-Britannique, Canada
- CFR – Aéroport de Caen-Carpiquet, France
- CFS – Coffs Harbour, Nouvelle-Galles du Sud, Australie
- CFT – Clifton/Morenci (comté de Greenlee), AZ, États-Unis
- CFU – Aéroport de Corfou, Grèce
- CFV – Aéroport municipal de Coffeyville, Kansas, États-Unis

## CG
- CGA – Craig Seaplane Base, Alaska, États-Unis
- CGB – Cuiabá, Mato Grosso, Brésil
- CGC – Cap Gloucester, Papouasie-Nouvelle-Guinée
- CGD – Changde, Chine
- CGE – Aéroport de Cambridge-Dorchester, Maryland, États-Unis
- CGF – Cleveland, Ohio, États-Unis
- CGG – Casiguran, Philippines
- CGH – Aéroport international de Congonhas, Sao Paulo, Brésil
- CGI – Aéroport municipal de Cap-Girardeau, Missouri, États-Unis
- CGJ – Chingola, Zambie
- CGK – Aéroport international de Jakarta, Indonésie
- CGM – Camiguin, Philippines
- CGN – Aéroport Konrad Adenauer, Cologne/Bonn, Allemagne
- CGO – Aéroport international de Zhengzhou Xinzheng, Chine
- CGP – Aéroport international Shah Amanat, Chittagong, Bangladesh
- CGQ – Aéroport international de Changchun Longjia, Chine
- CGR – Aéroport international de Campo Grande, Mato Grosso do Sul, Brésil
- CGS – Aéroport de College Park, Maryland, États-Unis
- CGT – Chinguetti, Mauritanie
- CGU – Ciudad Guayana, Venezuela
- CGV – Caiguna, Australie-Occidentale
- CGX – Aéroport de Meigs Field, Chicago, Illinois, États-Unis
- CGY – Aéroport international de Laguindingan, Philippines
- CGZ – Aéroport municipal de Casa Grande, Arizona, États-Unis

## CH
- CHA – Lovell Field, Chattanooga, Tennessee, États-Unis
- CHB – Chilas, Pakistan
- CHC – Aéroport international de Christchurch, Nouvelle-Zélande
- CHD – Aéroport municipal de Chandler, Arizona, États-Unis
- CHE – Chièvres, Belgique
- CHF – Chinhae, Corée du Sud
- CHG – Chaoyang, Chine
- CHH – Chachapoyas, Pérou
- CHI – Chicago (tout aéroports), Illinois, États-Unis
- CHK – Chickasha Municipal Airport, Oklahoma, États-Unis
- CHL – Challis Airport, Idaho, États-Unis
- CHM – Aéroport Jaime Montreuil Morales, Chimbote, Pérou
- CHN – Chonju, Corée du Sud
- CHO – Charlottesville, Virginie, États-Unis
- CHP – Circle Hot Springs Airport, Alaska, États-Unis
- CHQ – Chania, Grèce
- CHR – Châteauroux-Centre, France
- CHS – Aéroport international de Charleston et Charleston Air Force Base, Caroline du Sud, États-Unis
- CHT – Aéroport des îles Chatam / Tuuta, Nouvelle-Zélande
- CHU – Chuathbaluk Airport, Alaska, États-Unis
- CHV – Chaves, Portugal
- CHW – Jinquan, Chine
- CHX – Changuinola, Panama
- CHY – Province de Choiseul, Îles Salomon
- CHZ – Aéroport de Chiloquin, Oregon, États-Unis

## CI
- CIA – Aéroport international de Rome Ciampino, Italie
- CIB – Avalon Bay Seaplane Base, Californie, États-Unis
- CIC – Aéroport municipal de Chico, Californie, États-Unis
- CID – Aéroport municipal de Cedar Rapids, Iowa, États-Unis
- CIE – Collie, Australie-Occidentale, Australie
- CIF – Aéroport de Chifeng Yulong, Chine
- CIG – Aéroport de Craig-Moffat, Colorado, États-Unis
- CIH – Changzhi, Chine
- CII – Aydın, Turquie
- CIJ – Captain Aníbal Arab Airport, Bolivie
- CIK – Chalkyitsik Airport, Alaska, États-Unis
- CIL – Aéroport de Council, Alaska, États-Unis
- CIM – Cimitarra, Colombie
- CIN – Arthur N. Neu Airport, Carroll Iowa, États-Unis
- CIP – Aérodrome de Chipata, Zambie
- CIQ – Chiquimula, Guatemala
- CIR – Aéroport de Cairo, Illinois, États-Unis
- CIS – Aérodrome de Canton, Kiribati
- CIT – Aéroport international de Chimkent, Kazakhstan
- CIU – Sault Sainte-Marie (Michigan), États-Unis
- CIV – Chomley, Alaska, États-Unis
- CIW – Canouan, Saint-Vincent-et-les Grenadines
- CIX – Chiclayo, Pérou
- CIY – Aéroport de Comiso, Italie
- CIZ – Aéroport de Coari, Amazonas, Brésil

## CJ
- CJA – Cajamarca, Pérou
- CJB – Aéroport international de Coimbatore, Inde
- CJC – Aéroport d'El Loa, Chili
- CJD – Candilejas, Colombie
- CJE – Changhua, Taiwan
- CJF – Coondewanna Airport, Australie
- CJH – Chilko Lake Aerodrome, Colombie-Britannique, Canada
- CJI – Île Crafton, Alaska, États-Unis
- CJJ – Aéroport de Cheongju, Chine
- CJL – Chitral, Pakistan
- CJM – Chumphon Airport, Thaïlande
- CJN – Cijulang Nusawiru Airport, Indonésie
- CJR – Chaurjhari, Népal
- CJS – Aéroport international Abraham González, Ciudad Juárez, Mexique
- CJU – Aéroport international de Jeju, Corée du Sud

## CK
- CKA – Kegelman Air Force, Cherokee, Oklahoma, États-Unis
- CKB – Benedum Airport, Clarksburg, Virginie Occidentale, États-Unis
- CKC – Aéroport international de Tcherkassy, Ukraine
- CKD – Aéroport de Crooked Creek, Alaska, États-Unis
- CKE – Lakeport, Californie, États-Unis
- CKF – Crisp County-Cordele Airport, Géorgie, États-Unis
- CKG – Aéroport international de Chongqing, Chine
- CKH – Aéroport de Tchokourdakh, Russie
- CKI – Île Croker, Territoire du Nord, Australie
- CKK – Cherokee Village Heliport, Arkansas, États-Unis
- CKL – Base aérienne Chkalovskii, Russie
- CKM – Fletcher Field, Clarksdale, Mississippi, États-Unis
- CKN – Kirkwood Field, Crookston, Minnesota, États-Unis
- CKO – Cornelio Procopio, Paraná, Brésil
- CKP – Aéroport municipal de Cherokee, Iowa, États-Unis
- CKR – Crane Island (Washington), États-Unis
- CKS – Aérodrome de Carajás, Pará, Brésil
- CKT – Sarakhs, Iran
- CKU – Aéroport municipal de Cordova, Alaska, États-Unis
- CKV – Outlaw Field, Clarksville, Tennessee, États-Unis
- CKW – Graeme Rowley Aerodrome, Australie
- CKX – Aéroport de Chicken, Alaska, États-Unis
- CKY – Aéroport international de Conakry ("G'bessia"), Guinée
- CKZ – Çanakkale, Turquie

## CL
- CLA – Comilla, Bangladesh
- CLB – Castlebar, Irlande
- CLC – Lavon North Airport, Clear Lake City, Texas, États-Unis
- CLD – Aéroport McClellan-Palomar, Carlsbad, Californie, États-Unis
- CLE – Aéroport international de Cleveland-Hopkins, Ohio, États-Unis
- CLF – Coltishall, Royaume-Uni
- CLG – Coalinga Municipal Airport, Californie, États-Unis
- CLH – Coolah, Nouvelle-Galles du Sud, Australie
- CLI – Clintonville Municipal Airport, Wisconsin, États-Unis
- CLJ – Aéroport international de Cluj-Napoca, Cluj-Napoca, Roumanie
- CLK – Clinton Regional Airport, Oklahoma, États-Unis
- CLL – Easterwood Field, College Station, Texas, États-Unis
- CLM – Aéroport international William R. Fairchild, Washington, États-Unis
- CLN – Carolina, Maranhão, Brésil
- CLO – Aéroport international Alfonso-Bonilla-Aragón, Cali Colombie
- CLP – Clark's Point Airport, Alaska, États-Unis
- CLQ – Aéroport de Colima, Mexique
- CLR – Aéroport municipal de Calipatria, Californie, États-Unis
- CLS – Aéroport de Chehalis-Centralia, Washington, États-Unis
- CLT – Aéroport international Charlotte-Douglas, Caroline du Nord, États-Unis
- CLU – Aéroport municipal de Columbus, Indiana, États-Unis
- CLV – Caldas Novas, Goiás, Brésil
- CLW – Clearwater Air Park, Floride, États-Unis
- CLX – Clorinda, Argentine
- CLY – Calvi Sainte-Catherine, France
- CLZ – Calabozo, Venezuela

## CM
- CMA – Cunnamulla, Queensland, Australie
- CMB – Aéroport international Bandaranaike, Katunayake près de Colombo, Sri Lanka
- CMC – Camocim, Ceará, Brésil
- CMD – Cootamundra, Nouvelle-Galles du Sud, Australie
- CME – Aéroport international de Ciudad del Carmen, Mexique
- CMF – Chambéry-Savoie, France
- CMG – Corumba, Mato Grosso do Sul, Brésil
- CMH – Aéroport international John Glenn Columbus, Ohio, États-Unis
- CMI – Willard Airport, Champaign, Illinois, États-Unis
- CMJ – Aéroport de Tchimeï, Taiwan
- CMK – Makokola, Malawi
- CML – Camooweal, Queensland, Australie
- CMM – Carmelita, Département du Petén, Guatemala
- CMN – Aéroport international Mohammed V - Nouasser, Maroc
- CMO – Obbia, Mudug, Somalie
- CMP – Campo do Arag, Brésil
- CMQ – Clermont, Queensland, Australie
- CMR – Aéroport de Colmar - Houssen, France
- CMS – Scusciuban, Somalie
- CMT – Cameta, Brésil
- CMU – Kundiawa, Simbu, Papouasie-Nouvelle-Guinée
- CMV – Coromandel, Péninsule de Coromandel, Nouvelle-Zélande
- CMW – Aéroport international Ignacio Agramonte, Camagüey, Cuba
- CMX – Hancock, comté de Houghton, Michigan, États-Unis
- CMY – Fort McCoy Airport, Sparta, Wisconsin, États-Unis
- CMZ – Caia, Mozambique

## CN
- CNA – Cananea, Sonora, Mexique
- CNB – Coonamble, Nouvelle-Galles du Sud, Australie
- CNC – Coconut Island, Queensland, Australie
- CND – Aéroport international Mihail Kogălniceanu, Constanţa, Roumanie
- CNE – Aéroport du comté de Fremont, Cañon City, Colorado, États-Unis
- CNF – Aéroport international de Belo Horizonte-Confins, Belo Horizonte, Minas Gerais, Brésil
- CNG – Base aérienne 709 Cognac-Châteaubernard, France
- CNH – Aéroport municipal de Claremont, New Hampshire, États-Unis
- CNI – Xian de Changhai, Chine
- CNJ – Cloncurry, Queensland, Australie
- CNK – Concordia (Blosser Municipal Airport), Kansas, États-Unis
- CNL – Sindal, Danemark
- CNM – Cavern City Air Terminal, Carlsbad, Nouveau-Mexique, États-Unis
- CNN – Aéroport international de Cannanore, Inde
- CNO – Aéroport de Chino, Californie, États-Unis
- CNP – Aéroport de Nerlerit Inaat, Tunu, Groenland
- CNQ – Aéroport de Corrientes, Argentine
- CNR – Chañaral, Chili
- CNS – Aéroport international de Cairns, Queensland, Australie
- CNT – Charata, Argentine
- CNU – Martin Johnson Airport, Chanute, Kansas, États-Unis
- CNV – Canavieiras, Bahia, Brésil
- CNW – James Connall Airport, Waco, Texas, États-Unis
- CNX – Aéroport International de Chiang Mai, Thaïlande
- CNY – Canyonlands Field, Moab, Utah, États-Unis
- CNZ – Cangamba, Angola

## CO
- COA – Columbia,  Californie, États-Unis
- COB – Coolibah, Territoire du Nord, Australie
- COC – Comodoro Pierres, Concordia, Argentine
- COD – Aéroport régional de Yellowstone, Cody, Wyoming, États-Unis
- COE – Cœur d'Alene Terminal, Idaho, États-Unis
- COF – Patrick Space Force Base, comté de Brevard, Floride, États-Unis
- COG – Condoto, Chocó, Colombie
- COH – Cooch Behar, Bengale-Occidental, Inde
- COI – Cocoa (Merritt Island Airport), comté de Brevard, Floride, États-Unis
- COJ – Coonabarabran, Nouvelle-Galles du Sud, Australie
- COK – Aéroport international de Cochin, Inde
- COL – Aérodrome de Coll, Royaume-Uni
- COM – Coleman Municipal Airport, comté de Coleman, Texas, États-Unis
- CON – Aéroport municipal de Concord, New Hampshire, États-Unis
- COO – Aéroport international de Cotonou, Cotonou, Bénin
- COQ – Choybalsan, Mongolie
- COR – Aéroport de Córdoba, Argentine
- COS – Colorado Springs, Colorado, États-Unis
- COT – Cotulla-La Salle County Airport, Texas, États-Unis
- COU – Aéroport régional de Columbia, Missouri, États-Unis
- COV – Aéroport international de Cukurova, Turquie
- COW – Coquimbo, Chili
- COX – Congo Town, Bahamas
- COY – Coolawanyah, Australie-Occidentale, Australie
- COZ – Aéroport de Constanza, République dominicaine

## CP
- CPA – Cape Palmas, aéroport de Harper, Libéria
- CPB – Capurgana, Colombie
- CPC – San Martín de los Andes (Chapelco), Argentine
- CPD – Coober Pedy, Australie-Méridionale, Australie
- CPE – Aéroport international de Campeche, Mexique
- CPF – Cepu, Java, Indonésie
- CPG – Carmen de Patagones, Argentine
- CPH – Aéroport de Copenhague, Danemark
- CPK – Aéroport municipal de Chesapeake, Virginie-Occidentale, États-Unis
- CPL – Chaparral, Colombie
- CPM – Aéroport de Compton, Californie, États-Unis
- CPN – Cap Rodney, Papouasie-Nouvelle-Guinée
- CPO – Aéroport du désert de l'Atacama, Chili
- CPP – Calapan, île de Luçon, Philippines
- CPQ – Campinas, État de São Paulo, Brésil
- CPR – Aéroport de Casper-Comté de Natrona, Wyoming, États-Unis
- CPS – St. Louis Downtown-Parks, Cahokia, Illiniois, États-Unis
- CPT – Aéroport international du Cap, Afrique du Sud
- CPU – Cururupu, Maranhão, Brésil
- CPV – Campina Grande, Paraíba, Brésil
- CPX – Aéroport de Culebra, Porto Rico

## CQ
- CQA – Canarana, Brésil
- CQD – Shahrekord, Iran
- CQF – Aéroport de Calais - Dunkerque, France
- CQM – Aéroport Central-Ciudad Real, Espagne
- CQP – Cape Flattery, Queensland, Australie
- CQS – Costa Marques, Rondônia, Brésil
- CQT – Caquetania, Colombie
- CQW – Chongqing Xiannüshan, Chine
- CQX – Aéroport municipal de Chatham, Massachusetts, États-Unis

## CR
- CRA – Aéroport international de Craiova, Roumanie
- CRB – Collarenebri, Nouvelle-Galles du Sud, Australie
- CRC – Cartago, Colombie
- CRD – Aéroport General Enrique Mosconi, Argentine
- CRE – Grand Strand, North Myrtle Beach, Caroline du Sud, États-Unis
- CRF – Aérodrome de Carnot, République centrafricaine
- CRG – Aéroport municipal Craig, Jacksonville, Floride, États-Unis
- CRH – Cherribah, Queensland, Australie
- CRI – Crooked, Crooked Island, Bahamas
- CRJ – Coorabie, Australie-Méridionale, Australie
- CRK – Aéroport international de Diosdado Macapagal, Luçon, Philippines
- CRL – Charleroi Bruxelles-Sud - Gosselies, Belgique
- CRM – Aéroport de Catarman, Catarman, Philippines
- CRN – Cromarty, Écosse
- CRO – Aéroport de Corcoran, Californie, États-Unis
- CRP – Aéroport international de Corpus Christi, Texas, États-Unis
- CRQ – Caravelas, Bahia, Brésil
- CRR – Ceres, Argentine
- CRS – Aéroport municipal de Corsicana, Texas, États-Unis
- CRT – Crossett (Z. M. Jack Stell Field), Arkansas, États-Unis
- CRU – Aéroport Lauriston, Grenade
- CRV – Aéroport de Crotone, Italie
- CRW – Aéroport Yeager de Charleston, Virginie occidentale, États-Unis
- CRX – Roscoe Turner Airport), Corinth, Mississippi, États-Unis
- CRY – Carlton Hill, Australie-Occidentale, Australie
- CRZ – Aéroport de Türkmenabat, Turkménistan

## CS
- CSA – Aérodrome de Colonsay, Écosse, Royaume-Uni
- CSB – Caransebes, Roumanie
- CSC – Cañas, Costa Rica
- CSD – Cresswell Downs, Territoire du Nord, Australie
- CSE – Crested Butte, Colorado, États-Unis
- CSF – Base aérienne 110 Creil, France
- CSG – Aéroport métropolitain de Columbus, Géorgie, États-Unis
- CSH – Aérodrome de Solovki, Russie
- CSI – Casino, Nouvelle-Galles du Sud, Australie
- CSJ – Vũng Tàu, Cap St. Jacques, Viêt Nam
- CSK – Aéroport de Cap Skirring, Sénégal
- CSL – Héliport militaire O'Sullivan (en), San Luis Obispo, Californie, États-Unis
- CSM – Clinton-Sherman Airport, Oklahoma, États-Unis
- CSN – Aéroport de Carson City, Nevada, États-Unis
- CSO – Aéroport de Magdeburg-Cochstedt, Saxe-Anhalt, Allemagne
- CSP – Cape Spencer Coast Guard Heliport, Alaska, États-Unis
- CSQ – Aéroport municipal de Creston, Iowa, États-Unis
- CSR – Casuarito, Colombie
- CSS – Cassilândia, Minas Gerais, Brésil
- CST – Castaway, Fidji
- CSV – Crossville Memorial Airport, Tennessee, États-Unis
- CSX – Aéroport international de Changsha-Huanghua, Chine
- CSY – Tcheboksary, Tchouvachie, Russie
- CSZ – Coronel Suárez, Argentine

## CT
- CTA – Aéroport de Catane-Fontanarossa, Sicile, Italie
- CTB – Cut Bank, Montana, États-Unis
- CTC – Felipe Varela, San Fernando del Valle de Catamarca, Argentine
- CTD – Chitré, Panama
- CTE – Carti, Panama
- CTF – Coatepeque , Guatemala
- CTG – Aéroport international Rafael Núñez, Carthagène des Indes, Colombie
- CTH – Coatesville (comté de Chester), Pennsylvanie, États-Unis
- CTI – Cuito Cuanavale, Angola
- CTJ – Carrollton (Regional Airport), Géorgie, États-Unis
- CTK – Ingersoll Airport, Canton, Illinois, États-Unis
- CTL – Charleville, Queensland, Australie
- CTM – Aéroport international de Chetumal, Mexique
- CTN – Cooktown, Queensland, Australie
- CTO – Calverton Naval Reserve Airport, New York, États-Unis
- CTP – Carutapera, Maranhão, Brésil
- CTQ – Santa Vitoria, Minas Gerais, Brésil
- CTR – Cattle Creek, Australie
- CTS – Aéroport de Shin-Chitose, Sapporo, Japon
- CTT – Aéroport du Castellet, France
- CTU – Aéroport international de Chengdu-Shuangliu, Chine
- CTV – Catavina, Basse-Californie, Mexique
- CTW – Cottonwood Airport, Arizona, États-Unis
- CTX – Cortland County Airport-Chase Field, État de New York, États-Unis
- CTY – Cross City Airport, comté de Dixie, Floride, États-Unis
- CTZ – Clinton (Sampson County Airport), Caroline du Nord, États-Unis

## CU
- CUA – Ciudad Constitución, Basse-Californie-du-Sud, Mexique
- CUB – Owens Downtown Airport, Columbia, Caroline du Sud, États-Unis
- CUC – Aéroport international Camilo Daza, Colombie
- CUD – Caloundra, Queensland, Australie
- CUE – Aéroport Mariscal Lamar de Cuenca, Équateur
- CUF – Aéroport international de Coni, Italie
- CUG – Orange, Nouvelle-Galles du Sud, Australie
- CUH – Cushing Municipal Airport, Oklahoma, États-Unis
- CUI – Curillo, Colombie
- CUJ – Culion, Palawan, Philippines
- CUK – Aérodrome de Caye Caulker, Belize
- CUL – Aéroport international de Culiacán, Sinaloa, Mexique
- CUM – Aéroport de Cumana ~ Antonio José de Sucre, Venezuela
- CUN – Aéroport international de Cancún, Mexique
- CUO – Carurú, Vaupés, Colombie
- CUP – Carúpano, État de Sucre, Venezuela
- CUQ – Coen, Queensland, Australie
- CUR – Aéroport international de Curaçao, Curaçao, Pays-Bas (outre-mer)
- CUS – Aéroport municipal de Columbus, Nouveau-Mexique, États-Unis
- CUT – Cutral-Co, Neuquén, Argentine
- CUU – Aéroport international général Roberto Fierro Villalobos, Mexique
- CUV – Casigua, Venezuela
- CUW – Cube Cove, Île de l'Amirauté, Alaska, États-Unis
- CUX – Cuddihy Field, Corpus Christi, Texas, États-Unis
- CUY – Cue, Australie-Occidentale, Australie
- CUZ – Aéroport international Alejandro-Velasco-Astete, Cuzco, Pérou

## CV
- CVB – Chungrebu, Papouasie Nouvelle Guinée
- CVC – Cleve, péninsule d'Eyre, Australie-Méridionale, Australie
- CVE – Coveñas, Colombie
- CVF – Altiport de Courchevel, France
- CVG – Aéroport international de Cincinnati-Northern Kentucky, Ohio, États-Unis
- CVH – Caviahue, province de Neuquén, Argentine
- CVI – Caleta Olivia, province de Santa Cruz, Argentine
- CVJ – Cuernavaca, Mexique
- CVK – Cherokee Village Airport, comté de Fulton, Arkansas, États-Unis
- CVL – Cape Vogel, Papouasie-Nouvelle-Guinée
- CVM – Aéroport international de Ciudad Victoria, Ciudad Victoria, Mexique
- CVN – Clovis Municipal Airport, comté de Curry, Nouveau-Mexique, États-Unis
- CVO – Aéroport municipal de Corvallis, Oregon, États-Unis
- CVQ – Carnarvon, Australie-Occidentale, Australie
- CVR – Culver City, Californie, États-Unis
- CVS – Cannon Air Force Base, Clovis, Nouveau-Mexique, États-Unis
- CVT – Coventry (Baginton), Angleterre, Royaume-Uni
- CVU – Aérodrome de Corvo, Açores, Portugal
- CVX – Aéroport municipal de Charlevoix, Michigan, États-Unis

## CW
- CWA – Central Wisconsin Airport, Wausau, Wisconsin, États-Unis
- CWB – Aéroport international de Curitiba, Paraná, Brésil
- CWC – Aéroport international de Tchernivtsi (Chernovtsy), Ukraine
- CWF – Aéroport International Chennault, Lac Charles, Louisiane, États-Unis
- CWG – Callaway Gardens-Harris County, Géorgie, États-Unis
- CWI – Clinton Municipal Airport, Iowa, États-Unis
- CWL – Aéroport international de Cardiff (Rhoose), Pays de Galles, Royaume-Uni
- CWO – Fort Wolters, Mineral Wells, comté de Palo Pinto, Texas, États-Unis
- CWP – Campbellpore (Attock), Pendjab, Pakistan
- CWR – Cowarie, Australie-Méridionale, Australie
- CWS – Center Island, îles San Juan, État de Washington, États-Unis
- CWT – Cowra, Nouvelle-Galles du Sud, Australie
- CWW – Corowa, Nouvelle-Galles du Sud, Australie
- CWX – Willcox, Arizona, États-Unis

## CX
- CXA – Caicara del Orinoco, Venezuela
- CXB – Aérodrome de Cox's Bazar, division de Chittagong, Bangladesh
- CXC – Chitina Airport, région de recensement de Valdez-Cordova, Alaska, États-Unis
- CXE – Chase City Municipal Airport, comté de Mecklenburg, Virginie, États-Unis
- CXF – Coldfoot Airport, région de recensement de Yukon-Koyukuk, Alaska, États-Unis
- CXH – Hydroaérodrome de Vancouver, Colombie-Britannique, Canada
- CXI – Aéroport international Cassidy, île Christmas, Îles de la Ligne, Kiribati
- CXJ – Aéroport Campo dos Bugres, Caxias do Sul, Rio Grande do Sul, Brésil
- CXL – Aéroport international de Calexico, Californie, États-Unis
- CXM – Camaxilo, Angola
- CXN – Candala (Kandala ou Qandala), région de Bari, Somalie
- CXO – Montgomery County Airport (Lone Star Executive Airport), Conroe, Texas, États-Unis
- CXP – Cilacap, Java, Indonésie
- CXQ – Aéroport de Christmas Creek, Australie-Occidentale, Australie
- CXR – Aéroport de Cam Ranh, Nha Trang, Viêt Nam
- CXT – Charters Towers, Queensland, Australie
- CXU – Camilla-Mitchell County Airport, Géorgie, États-Unis
- CXY – Cat Cay, Bahamas

## CY
- CYA – Aéroport Antoine-Simon, Haïti
- CYB – Gerrard Smith, Cayman Brac, Îles Caïmans
- CYC – Aérodrome de Caye Chapel, Belize
- CYD – San Ignacio, Belize
- CYF – Chefornak Airport, région de recensement de Bethel, Alaska, États-Unis
- CYG – Corryong, Victoria, Australie
- CYI – Aéroport de Chiayi, Taiwan
- CYL – Coyoles, Honduras
- CYM – Chatham Seaplane Base, Alaska, États-Unis
- CYO – Cayo Largo del Sur, Cuba
- CYP – Calbayog, Philippines
- CYR – Colonia del Sacramento, Uruguay
- CYS – Aéroport de Cheyenne, Wyoming, États-Unis
- CYT – Cape Yakataga, Alaska, États-Unis
- CYU – Cuyo, Philippines
- CYW – Celaya, Mexique
- CYZ – Aéroport Isabella, Cauayan City, Philippines

## CZ
- CZA – Chichén Itzá, Mexique
- CZB – Cruz Alta, Rio Grande do Sul, Brésil
- CZC – Copper Center 2 Airport, région de recensement de Valdez-Cordova, Alaska, États-Unis
- CZD – Cozad Municipal Airport, comté de Dawson, Nebraska, États-Unis
- CZE – Coro, Venezuela
- CZF – Cape Romanzof, Alaska, États-Unis
- CZH – Aérodrome de Corozal, Belize
- CZJ – Corazon de Jesus, Panama
- CZK – Cascade Locks State Airport, comté de Hood River, Oregon, États-Unis
- CZL – Aéroport de Constantine - Mohamed Boudiaf, Algérie
- CZM – Aéroport international de Cozumel, Mexique
- CZN – Chisana Airport, région de recensement de Valdez-Cordova, Alaska, États-Unis
- CZO – Chistochina Airport, Alaska, États-Unis
- CZP – Cape Pole Seaplane Base, Alaska, États-Unis
- CZS – Aéroport international de Cruzeiro do Sul, Acre, Brésil
- CZT – Carrizo Springs, comté de Dimmit, Texas, États-Unis
- CZU – Corozal, Sucre, Colombie
- CZW – Częstochowa, Pologne
- CZX – Aéroport de Changzhou Benniu, Chine
- CZY – Cluny, Queensland, Australie
- CZZ – Campo, comté de San Diego, Californie, États-Unis